# H. Michael Shepard
H. Michael Shepard (* 1942) ist ein US-amerikanischer Molekularbiologe, bekannt für die Entwicklung von gentechnischen Therapien gegen Krebs.
Shepard studierte an der University of California, Davis, mit dem Bachelor-Abschluss in Zoologie und wurde an der Indiana University in Zell-, Entwicklungs- und Molekularbiologie promoviert. Als Post-Doktorand war er Fellow der Damon Runyon Cancer Research Foundation an der Indiana University.
1980 bis 1992 war er bei Genentech. Zunächst war er an der Klonierung von menschlichem Interferon, von Plasminogen-Aktivatoren und des Tumornekrosefaktors (TNF) beteiligt. Danach leitete er dort ein Programm für wissenschaftliche Zusammenarbeit mit Universitäten und anderen Forschungseinrichtungen außerhalb der Firma. Ein Erfolg des Programms war die Zusammenarbeit mit Marc Feldman bei der Entwicklung eines TNF-Blockers (Remicade), das bei Therapien von verschiedenen Autoimmunkrankheiten Verwendung fand. Er startete bei Genentech das erste Programm zur translationalen Biomedizin. Zunächst untersuchte er die Resistenz von Krebszellen gegen TNF, später führte das Programm unter seiner Leitung zur Entwicklung von Trastuzumab (Herceptin), einem monoklonalen Antikörper gegen bestimmte Brustkrebsformen.
Danach entschied er sich, sich auf gentechnische Medikamente gegen Krebs zu konzentrieren und verließ Genentech. Er war einer der Gründer sowie leitender Wissenschaftler und Vizepräsident für Forschung der Firma Canji, die Medikamente und Gentherapien um das Tumorsuppressorgen p53 entwickelte. Zunächst entwickelten sie eine Therapie gegen Eierstockkrebs mit ausgeschalteten Adenoviren als Träger des p53 Gens, was aber vom Partner Schering-Plough nicht weiterentwickelt wurde. Danach entwickelten sie eine Gentherapie um Interferon-alpha mit Adenoviren für eine Therapie gegen Blasenkrebs. Die Firma, in der er 1992 bis 1997 war, wurde schließlich von Schering-Plough übernommen.
Er war auch Pionier der pan-Her-Medikamente (Tyrosinkinase-Inhibitoren), die an den Rezeptoren EGFR, HER2 und HER3 ansetzen.
Er war Gründer, Präsident und leitender Wissenschaftler von Receptor BioLogix (2003 bis 2008), die Therapien um Intron-Fusionsproteine (IFP) entwickelt gegen Krebs, Autoimmunkrankheiten und Stoffwechselkrankheiten.
In der von ihm gegründeten Firma NewBiotics, in der er 1997 bis 2002 war, entwickelte er neuartige Enzyme Catalyzed Therapeutic Agents, die sich gegen Enzyme richten, die in von p53 inaktivierten Krebszellen überaktiv sind. Bei Halozyme Therapeutics, bei denen er ab 2009 war, entwickelte er als deren Vizepräsident und leitender Wissenschaftler Verfahren zur Diffusion von Medikamenten in Zellen mit Hyaluronidasen (Enhanze-Technologie, PH20-mediated subcutaneous drug delivery). Das ermöglicht die medikamentöse Behandlung durch subkutane Injektion, also ohne Infusion mit entsprechenden Klinikaufenthalten. Die Zulassung erfolgte z. B. für die Verabreichung von Herceptin (Roche).
2006 erhielt er den Warren Alpert Foundation Prize für die Entwicklung von Herceptin. 2019 erhielt er den Lasker~DeBakey Clinical Medical Research Award.
Er hält etwa 25 US-Patente.